# Vlag van Hamont-Achel
De vlag van Hamont-Achel werd door de gemeenteraad op 26 september 1985 officieel vastgesteld als de gemeentelijke vlag van de Belgisch Limburgse gemeente Hamont-Achel. Op 2 december 1985 werd hij door het Bestuur van Vlaanderen bevestigd en uiteindelijk gepubliceerd op 8 juli 1986 in het officiële Belgisch Staatsblad.
Officieel wordt de vlag beschreven als:
Gedeeld 1. tien even hoge banen van geel en van rood 2. wit met twee rode gekanteelde en tegengekanteelde dwarsbalken.
De vlag is volledig gebaseerd op het gemeentewapen en ziet er dus helemaal hetzelfde uit.

## Geschiedenis
In 1985 verkreeg de nieuwe gemeente haar stadsrechten en stadstitel van vroeger weer terug; dit bracht met zich mee dat de vlag van de nieuwe gemeente werden ingevoerd. Het raadsbesluit van 26 september 1985 waarbij de vlag werden vastgesteld, werd bij ministerieel besluit van 2 december 1985 getekend door Gemeenschapsminister van Cultuur Karel Poma.

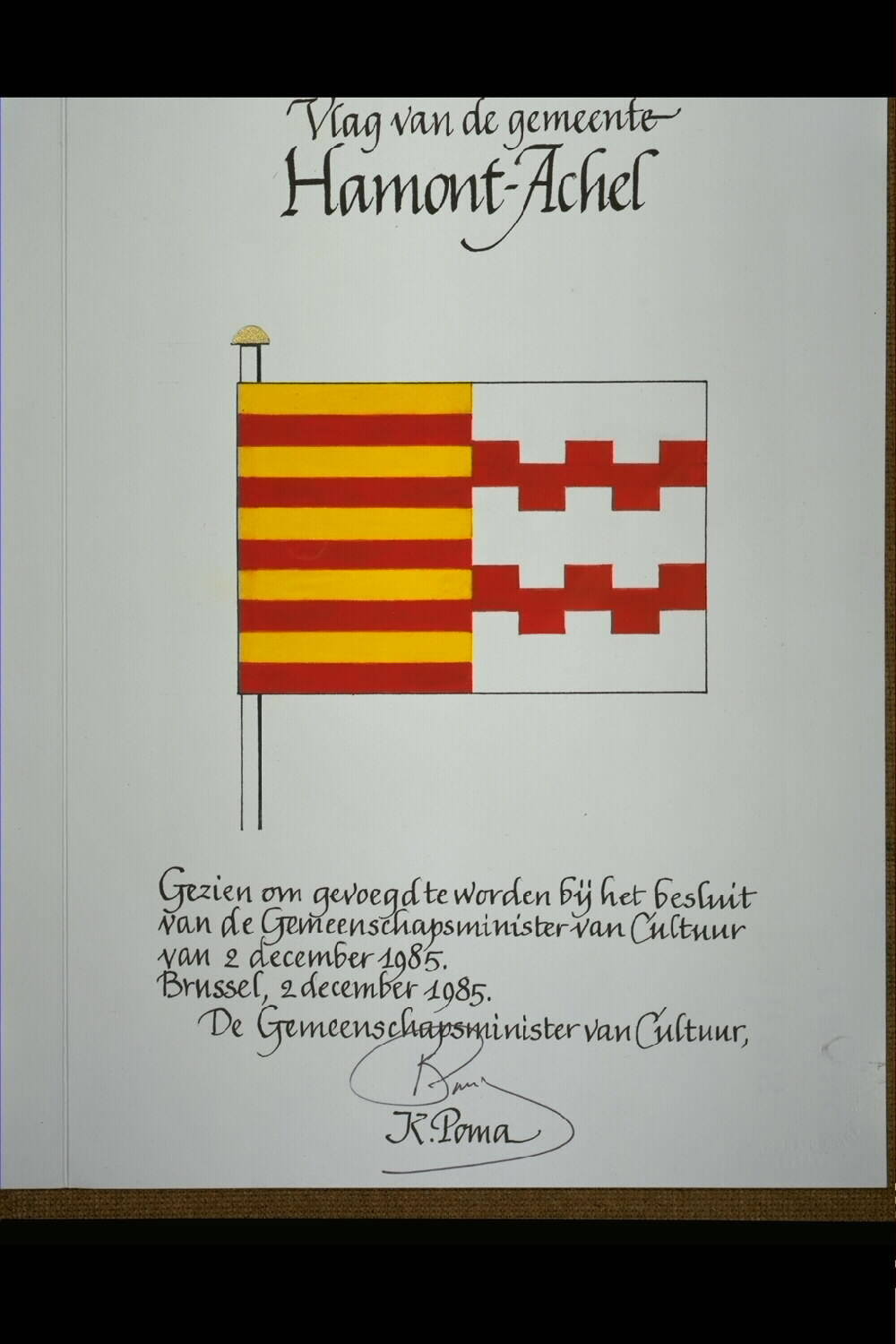
Verklaring tot status roerend erfgoed, getekend door Karel Poma